# 徐良 (军人)
徐良（1961年2月15日—），北京人，中国人民解放军一级战斗英雄。

## 经历
- 1985年毕业于西安音乐学院[1]。
- 1986年5月2日晚，在中越边境冲突中被越军击中股动脉，被迫截肢。
- 1987年登上央视春晚舞台，以一曲《血染的风采》（與王虹合唱）走红全中国。
- 1988年，《北京之春》发表民主人士北明的文章，宣称徐良是叛徒，临阵逃脱，腿部是被班长牺牲前开枪击断。该文造成全国影响。
- 2001年，北明的谎言被揭穿，徐良在中国大陆恢复名誉。
- 2018年，徐良参加退役军人维权活动，到北京上访。